# Cao Bá Hưng
Cao Bá Hưng (sinh ngày 8 tháng 9 năm 1998) là một ca sĩ, nhạc sĩ người Việt Nam. Anh được biết đến với tư cách là quán quân của chương trình truyền hình Bài hát hay nhất mùa đầu tiên. Các ca khúc của Hưng đều mang đậm chất màu sắc âm nhạc dân gian.

## Tiểu sử
Cao Bá Hưng sinh ngày 8 tháng 9 năm 1998 ở Hà Nội trong một gia đình giàu truyền thống nghệ thuật. Anh tiết lộ mình là cháu nội 7 đời của cụ Cao Bá Quát.
Hưng từng là học sinh trung học của trường phổ thông Marie Curie. Anh bắt đầu hòa âm phối khí, sáng tác nhạc từ năm 13 tuổi. Anh đặc biệt yêu thích âm nhạc dân tộc và mong muốn mang dòng nhạc này đến gần hơn với giới trẻ.
Cao Bá Hưng được biết đến vào năm 2014 khi tham gia chương trình Vietnam’s Got Talent với nhóm nhạc "4 Chị Em". Bên cạnh sự nghiệp ca hát thì anh còn từng hợp tác với các nghệ sỹ khác trong vai trò sáng tác và hoà âm phối khí (Bá Hưng phối khí cho MV ca nhạc "Thật bất ngờ" - Trúc Nhân, "Tết Sang" - Nam Em,...).
Hiện tại, Cao Bá Hưng đang là thành viên ở trong nhóm nhạc 4 Chị Em. Gần đây, Cao Bá Hưng còn góp mặt trong ekip thực hiện album "Love Đinh Hương" của nữ ca sĩ Đinh Hương với ca khúc "Babie".

## Phong cách sáng tác
Cao Bá Hưng biết chơi đàn tỳ bà và piano và được tiếp xúc từ lúc còn nhỏ. Các bài hát do Hưng sáng tác chủ yếu thiên về chất liệu dân tộc.

## Cuộc thi Bài hát hay nhất năm 2016
Vòng thi đầu tiên, Hưng trình diễn ca khúc "Tương tư" và đã chinh phúc 4 vị huấn luyện viên. Bài "Tương tư" nói về cảm xúc yêu thầm của một người con trai dành cho người con gái. Hưng chọn về đội của nhạc sĩ Đức Trí. Trong vòng Sáng tác và Tranh đấu, Hưng cho ra ca khúc "Kiều" mang đậm màu sắc dân tộc và giành chiến thắng trước nhóm MTV để bước vào phần trình diễn. Ca khúc "Kiều" sau đó nhận được nhiều yên mến của khán giả và được số điểm tối đa là 31 từ Hội đồng chuyên môn.
Trong đêm chung kết, Hưng trình diễn ca khúc "Có vấn đề" và giành 33,81% số phiếu bình chọn. Ca khúc đã giúp Hưng vượt qua Công Nam, Hồng Phước, Thiện Hiếu, Hoàng Dũng của lượt đầu vào vòng trong tranh ngôi vị quán quân với Trương Thảo Nhi. Ở vòng bình chọn trực tiếp, Hưng giành chiến thắng chung cuộc trước Trương Thảo Nhi với tỉ lệ số phiếu 17-14 do Hội đồng chuyên môn bình chọn.

### Tranh cãi về chức quán quân
Chiến thắng của Cao Bá Hưng ở Bài hát hay nhất mùa đầu tiên đã gây nhiều tranh cãi. Ca khúc "Có vấn đề" lẫn giọng hát của Hưng đều bị nhận xét không xứng đáng để giành ngôi vị quán quân. Nhiều người cho rằng anh chưa thật sự xứng đáng và ban tổ chức có vấn đề. Chiến thắng của Cao Bá Hưng bị ngờ vực là có sự dàn xếp từ phía ban tổ chức. Trên YouTube, ca khúc "Có vấn đề" của Cao Bá Hưng cũng nhận được nhiều lượt dislike. Một số người thậm chí còn cho rằng vì Cao Bá Hưng là cháu nội 7 đời của Cao Bá Quát nên mới được ưu ái như vậy. Thêm nữa, Cao Bá Hưng còn tuyên bố mình là Sky (biệt danh của người hâm mộ Sơn Tùng M-TP), điều đó được người cho rằng có tác động đến phiếu bầu cho Hưng từ lượng fan đông đảo của Sơn Tùng M-TP.
Chia sẻ về chỉ trích và chiến thắng của Hưng sau cuộc thi, nhạc sĩ Nguyễn Hải Phong dù không phải là huấn luyện viên của Hưng cũng phải nhắc khéo Hưng: "Từ giờ ra đường cẩn thận đấy con nhé! Nếu con hiểu nghĩa của từ 'đường'". Nhạc sĩ trăn trở: "Quán quân là một phần thưởng nhưng cũng là một nỗi sợ".

## Sáng tác
- Babie
- Có vấn đề
- Kiều
- Nắng cực
- Tròn vị tình thương
- Tương tư